# Trzebownisko (gmina)
Trzebownisko [tʂɛbɔvˈniskɔ] est une commune rurale de la Voïvodie des Basses-Carpates et du Powiat de Rzeszów. Elle s'étend sur 90,53 km² et comptait 18 541 habitants en 2004.
Elle se situe à environ 7 kilomètres au nord-est de Rzeszów, la capitale régionale.